# Radarový vlak
Radarový vlak (někdy též Hlásný vlak, německy Flug-Melde-Mess-Zug) je zvláštní vlaková souprava určená k přepravě radaru a potřebného příslušenství. Radarové vlaky využívala během druhé světové války německá armáda a jeden z těchto vlaků získala po válce ČSLA.

## Německé radarové vlaky
Při změně linie fronty potřebovala německá Luftwaffe pokrýt oblasti mimo dosah stacionárních radarů. Umístění radarů na vlakové soupravě umožňovalo přemisťovat sestavu dle potřeby. Na vhodně orientovaném nádraží byla souprava rozmístěna na vedlejších kolejích do pracovní konfigurace a zahájeno sledování vzdušného prostoru.
Radarový vlak tvořily dva radary FuMG 65 Würzburg a FUMG 80 Freya – jejich anténní systémy, potřebné technologie a zdroje energie. Dále byly ve vlaku vagony velitelského stanoviště a obsluhy (pracovní a ubytovací prostory včetně kuchyně). Celkem tvořilo vlak až 36 vagonů. V průběhu války bylo radarových vlaků nasazeno přes dvacet.

## Radarový vlak ČSLA
Jeden z německých radarových vlaků byl po válce zabaven v Ostroměři jako válečná kořist. Vlak byl v roce 1947 opraven ve Škodových závodech v Plzni a poté zařazen pod vojenské letectvo na Moravě. Po generální opravě v roce 1949 byl vlak nasazen v jihozápadních Čechách jako součást hlásné služby letectva. Později byl vlak přesunut na západní Slovensko. Vzhledem ke značnému opotřebení byl radarový vlak ČSLA v roce 1954 zrušen.
V roce 1956 byla část vybavení radarového vlaku nainstalována v observatoři Ondřejov jako zařízení k pozorování radiového toku Slunce.